# Egerberg
Lestkov (también llamado Egerberk) es una ruina de un castillo gótico situada en los alrededores del pueblo llamado Lestkov, cerca de Klášterec nad Ohří, una ciudad en la región de Ústí nad Labem. La ruina se encuentra en la periferia de las montañas Doupovské hory a una altitud de 548 m s. n. m., en uno de los tres montes que rodean el pueblo de Lestkov. A partir del año 1958 se considera área natural protegida z es un monumento cultural de la República Checa.

## Historia del castillo
El nombre del castillo fue derivado del nombre alemán del río Ohře que pasa por la ciudad Klášterec nad Ohří (Ohře – Eger – Egerberg). No se conoce la época exacta de la construcción del castillo, pero gracias a los descubrimientos de cerámica es posible suponer que el castillo ya existía en la segunda mitad del siglo XIII.
Las primeras menciones escritas vienen de los aňos 1317 y 1322 cuando los hermanos Vilém y Fricek z Chýš a Egerberka, dueños del castillo en aquella época, añadieron el nombre del castillo a sus apellidos.  En el año 1350, el hijo de Vilém vendió el castillo a los señores de Šumburk, quienes lo vendieron a uno de sus dueños más famosos - Jindřich Škopek z Dubé.  Era uno de los consejeros más destacados del rey Václav IV, y comenzó la reconstrucción del castillo con el objetivo de modernizarlo para vivir allí cómodamente y para que represente la riqueza de su dueño. 
A principios del siglo XIV, los dueños del castillo cambiaban con mucha frecuencia. No hay menciones hasta el año 1422 cuando el castillo llegó a ser propiedad de tres familiares: Ota, Wend y Půta de Illburk. En 1430 el rey Zikmund Lucemburský confirmó el castillo como propiedad feudal de los señores de Illburk. Cinco aňos después los señores de Illburk pierden el castillo y Vilém de Šumburk se apodera del mismo gracias a una trampa. Después de muchas disputas e incluso un juicio, el castillo fue devuelto a Půta de Illburk.  El último dueño que vivía en el castillo fue Bohuslav Felix Hasištejnský z Lobkovic quien compró el castillo en 1557. Cuando se fue su familia, después de mudarse a un palacio renacentista (hoy también ruinas) en la otra orilla del río Ohře, el castillo quedó en desuso y empezó a deteriorarse.

## La forma del castillo
La forma original del castillo no se conoce. Se conservó solamente una parte de la pared de la torre cilíndrica, las murallas del centro del castillo y una parte de la fortificación del segundo patio. La mayoría de lo que se conservó viene de la época de la reconstrucción dirigida por Jindřich Škopek z Dubé. 
Enfrente del castillo había un patio del que se conservó una balsa de agua esculpida en roca. Para entrar en el castillo había que cruzar un foso por un puente levadizo. El primer patio tenía un edificio agronómico del que se conservó el sótano. En este patio había que cruzar otro puente para llegar al centro del castillo y la planta baja del palacio. El palacio principal tuvo tres plantas y se conservó casi entero. El segundo palacio y las torres no se conservaron.
Hoy en día las ruinas del castillo son un destino popular de los senderistas.